# 下大須村
下大須村（しもおおすむら）は、かつて岐阜県本巣郡に存在した村である。
現在の本巣市根尾下大須に該当する。

## 歴史
- 1876年（明治8年） - 松田村、下大須村、上大須村が合併し、大松村となる。
- 1883年（明治16年）10月 - 大松村が分立し、松田村、下大須村、上大須村となる。
- 1889年（明治22年）7月1日 - 町村制により下大須村が発足。
- 1897年（明治30年）4月1日 - 本巣郡板所村・板屋村・上大須村・奥谷村・小鹿村・口谷村・松田村と合併し、東根尾村が発足。同日下大須村廃止。